# 춘산초등학교 금오분교
춘산초등학교 금오분교는 경상북도 의성군 춘산면에 있었던 초등학교 분교이다.

## 연혁
- 일자미상 금오국민학교 설립 인가
- 1969년 9월 24일 금오국민학교 개교
- 1982년 3월 1일 춘산국민학교 분교장 격하 편입
- 1996년 3월 1일 춘산초등학교 금오분교 개편
- 1996년 3월 1일 폐교 및 춘산초등학교 통폐합